# Montmort-Lucy
Pour les articles homonymes, voir Montmort (homonymie).
Ne doit pas être confondu avec Montmort.
Montmort-Lucy est une commune française, située dans le département de la Marne en région Grand Est.

## Géographie

### Description
Montmort-Lucy est un bourg rural de la Marne situé à 17 km au sud-ouest d'Épernay, 40 km à l'ouest de Châlons-en-Champagne et 67 km à l'est de Meaux.
La commune est desservie par le tracé initial de l'ancienne route nationale 51 (actuelle RD 951).

### Communes limitrophes
| Le Baizil | Brugny-Vaudancourt | Morangis, Moslins     |
| Corribert | Montmort-Lucy      | Chaltrait, Vertus     |
| La Caure  | Congy              | Étoges, Loisy-en-Brie |

### Hydrographie
La commune est dans la région hydrographique « la Seine de sa source au confluent de l'Oise (exclu) » au sein du bassin Seine-Normandie. Elle est drainée par le Surmelin, le Fossé 01 de la Charmoye, le Fossé 01 de l'Étang du Grand Pignon, le Fossé 01 du Bois de Montmort, le Fossé 01 du Bois du Fond, le Fossé 01 du Petit Ailaud, le Fossé 02 du Bois de Montmort, le ru de Faverolles, le ru de l'Étang Claudin, le ru de Pigny, le ru le Moret, le ruisseau de Merlus, le ruisseau des Mardelles, les Rosettes,.
Le Surmelin, d'une longueur de 41 km, prend sa source dans la commune de Loisy-en-Brie et se jette  dans la Marne à Chartèves, après avoir traversé 17 communes. 

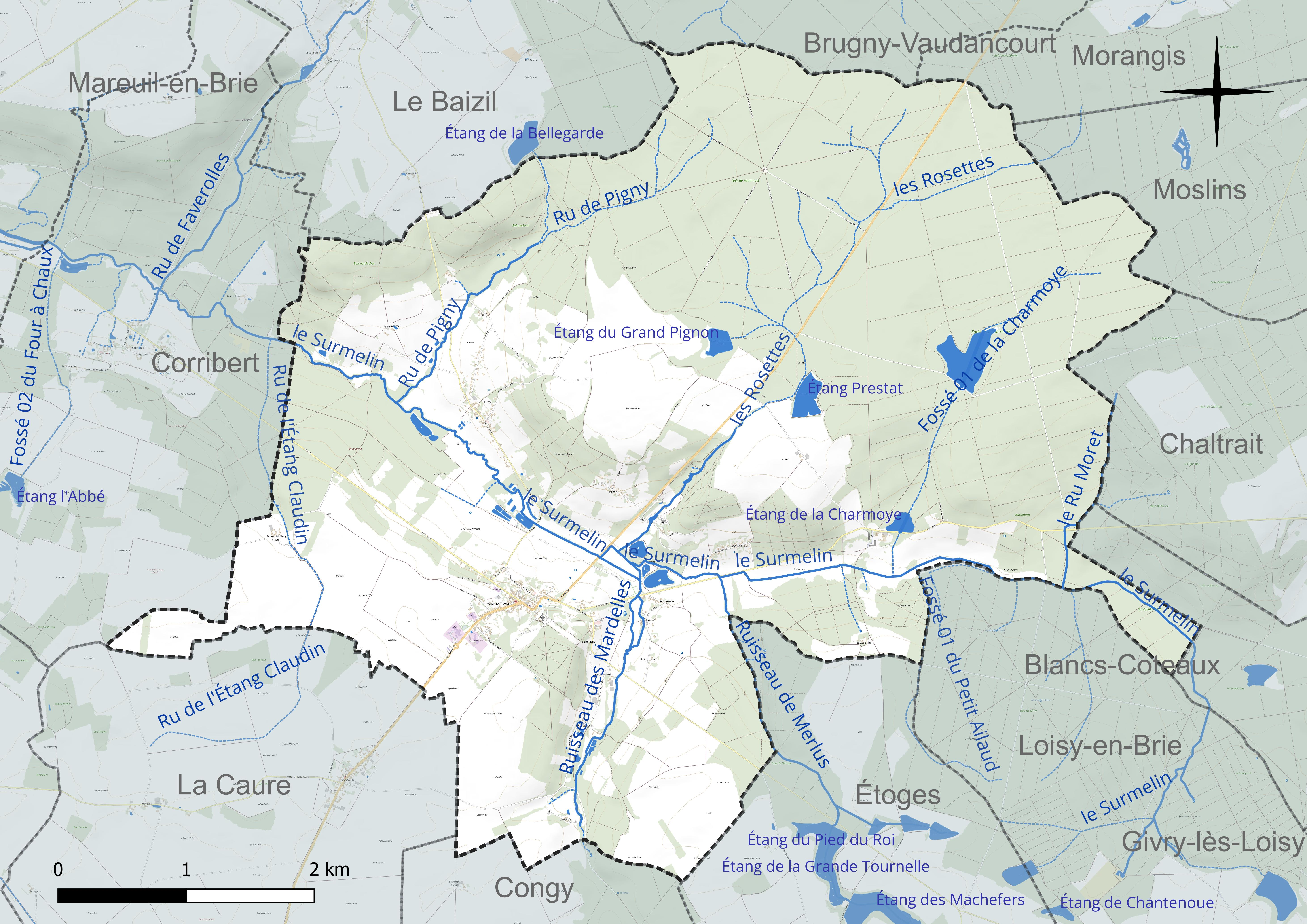
Réseau hydrographique de Montmort-Lucy.

Quatre plans d'eau complètent le réseau hydrographique : l'étang de la Charmoye (2,3 ha), l'étang de la Grande Folie (11,2 ha), l'étang du Grand Pignon (3,1 ha) et l'étang Prestat (5,2 ha),.

### Climat
Pour des articles plus généraux, voir Climat du Grand Est et Climat de la Marne.
En 2010, le climat de la commune est de type climat océanique dégradé des plaines du Centre et du Nord, selon une étude du Centre national de la recherche scientifique s'appuyant sur une série de données couvrant la période 1971-2000. En 2020, Météo-France publie une typologie des climats de la France métropolitaine dans laquelle la commune est exposée à un climat océanique altéré et est dans la région climatique  Nord-est du bassin Parisien, caractérisée par un ensoleillement médiocre, une pluviométrie moyenne régulièrement répartie au cours de l’année et un hiver froid (3 °C). 
Pour la période 1971-2000, la température annuelle moyenne est de 10,3 °C, avec une amplitude thermique annuelle de 15,9 °C. Le cumul annuel moyen de précipitations est de 781 mm, avec 12 jours de précipitations en janvier et 8 jours en juillet. Pour la période 1991-2020, la température moyenne annuelle observée sur la station météorologique de Météo-France la plus proche, « Chouilly », sur la commune de Chouilly à 19 km à vol d'oiseau, est de 11,4 °C et le cumul annuel moyen de précipitations est de 668,9 mm. 
La température maximale relevée sur cette station est de 40,3 °C, atteinte le 25 juillet 2019 ; la température minimale est de −12,3 °C, atteinte le 5 février 2012,,. 
Les paramètres climatiques de la commune ont été estimés pour le milieu du siècle (2041-2070) selon différents scénarios d'émission de gaz à effet de serre à partir des nouvelles projections climatiques de référence DRIAS-2020. Ils sont consultables sur un site dédié publié par Météo-France en novembre 2022.

## Urbanisme

### Typologie
Au 1er janvier 2024, Montmort-Lucy est catégorisée commune rurale à habitat dispersé, selon la nouvelle grille communale de densité à sept niveaux définie par l'Insee en 2022.
Elle est située hors unité urbaine. Par ailleurs la commune fait partie de l'aire d'attraction d'Épernay, dont elle est une commune de la couronne,. Cette aire, qui regroupe 44 communes, est catégorisée dans les aires de 50 000 à moins de 200 000 habitants,.

### Occupation des sols
L'occupation des sols de la commune, telle qu'elle ressort de la base de données européenne d’occupation biophysique des sols Corine Land Cover (CLC), est marquée par l'importance des forêts et milieux semi-naturels (60,2 % en 2018), une proportion sensiblement équivalente à celle de 1990 (60,4 %). La répartition détaillée en 2018 est la suivante : 
forêts (60,2 %), terres arables (25,6 %), prairies (10,3 %), zones agricoles hétérogènes (3 %), zones urbanisées (0,9 %). L'évolution de l’occupation des sols de la commune et de ses infrastructures peut être observée sur les différentes représentations cartographiques du territoire : la carte de Cassini (XVIIIe siècle), la carte d'état-major (1820-1866) et les cartes ou photos aériennes de l'IGN pour la période actuelle (1950 à aujourd'hui).

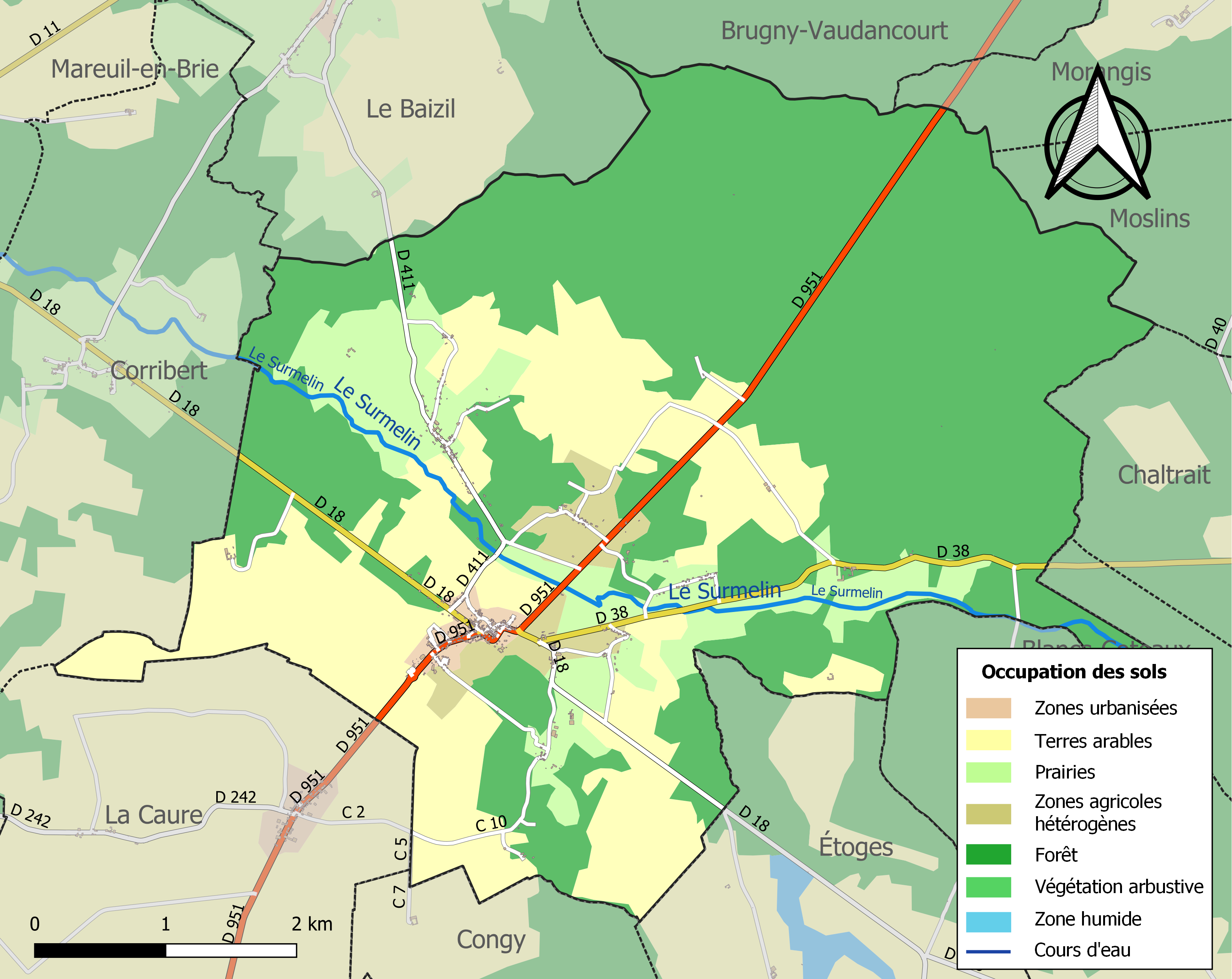
Carte des infrastructures et de l'occupation des sols de la commune en 2018 (CLC).

### Hameaux et écarts
La commune compte plusieurs hameaux : Lucy (qui a été une commune autonome) et Pigny

## Toponymie
Montmort absorbe Lucy, un village et ancienne commune, en 1973. 
Montmort est attesté sous les formes Mons Maurus (1042) ; Mons Mauri (1102).

Montmort est un ancien Mons Maurus « mont noir ».
Lucy est attesté sous les formes Lucheyum (1235) ; Lucheium, Luchi juxta Baisilium (1237) ; Luchiæ (vers 1252) ; Luchy (1605) ; Lucy (1734) ; Lucy-Sainte-Colombe (1783).

## Histoire
Montmort possédait une forteresse dès le XIIe siècle. Sur ses fondations ruinées par les guerres, le château de Montmort de type Renaissance fut reconstruit au XVIe par les d'Angest. Il appartint successivement aux familles d'Hangest, de Crequy, de Bethune-Sully, puis des Remond, Marquis de Montmort. Victor Hugo le décrit comme « un ravissant tohu-bohu de tourelles, de girouettes, de pignons, de lucarnes et de cheminées ». Il possède un plan incliné à vis pour les chevaux, ouvrage peu fréquent en France.
La commune a été desservie par la ligne Montmirail - Epernay des Chemins de fer de la Banlieue de Reims, une compagnie de chemin de fer secondaire. La rue de la gare rappelle cette desserte, mais le bâtiment de la gare a été détruit par incendie dans les années 2000.

Montmort et Lucy au tout début du XXe siècle
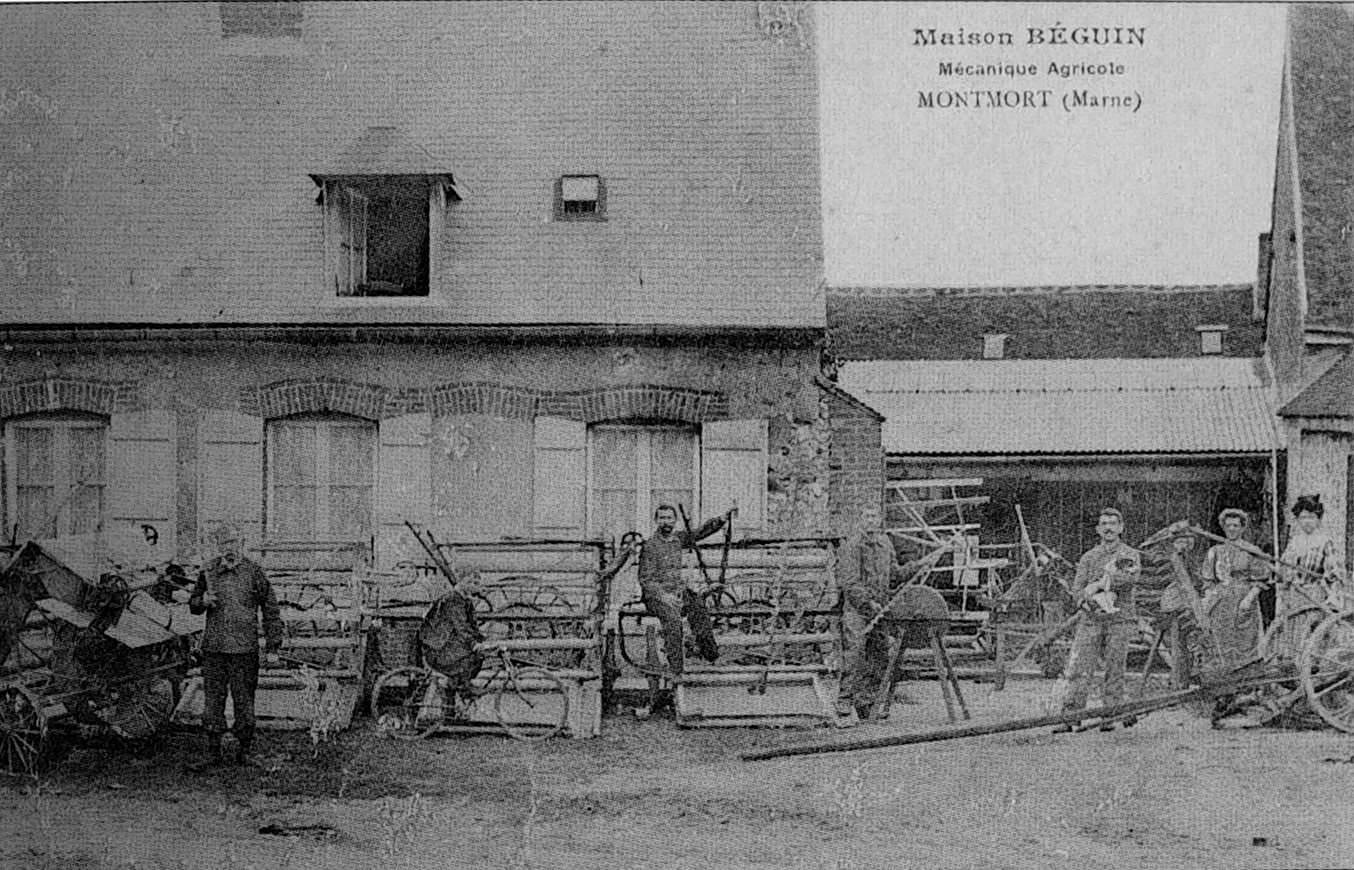
La maison Béguin, marchand de mécanique agricole.
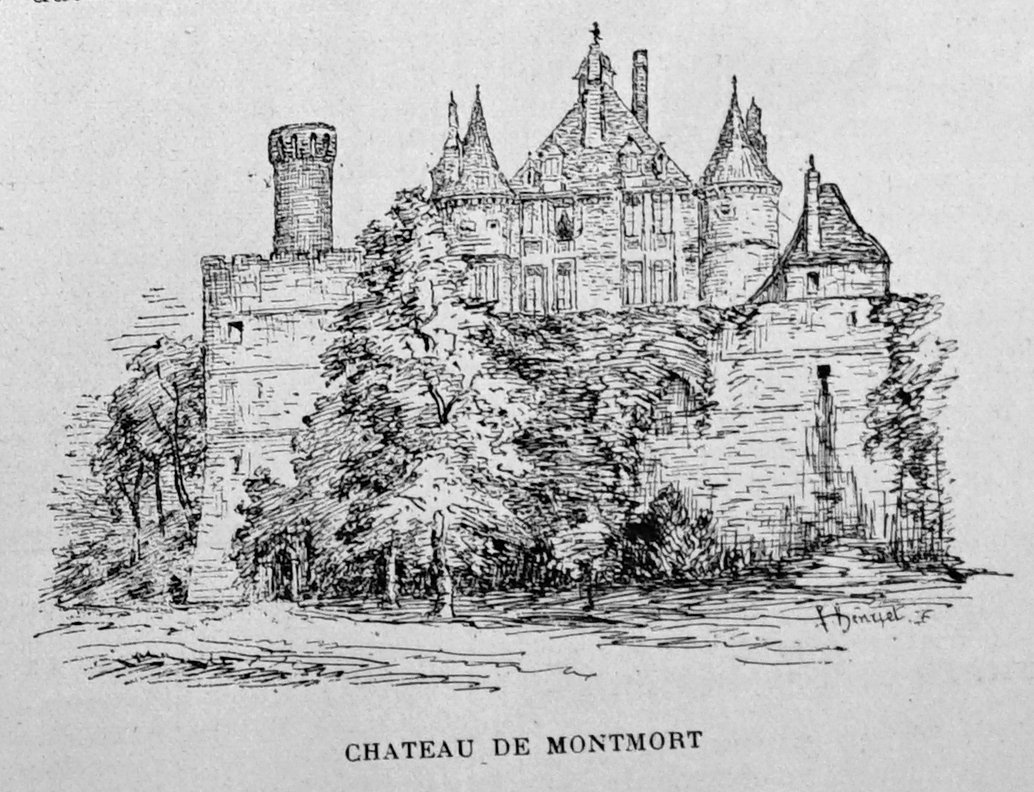
Le château de Montmort.
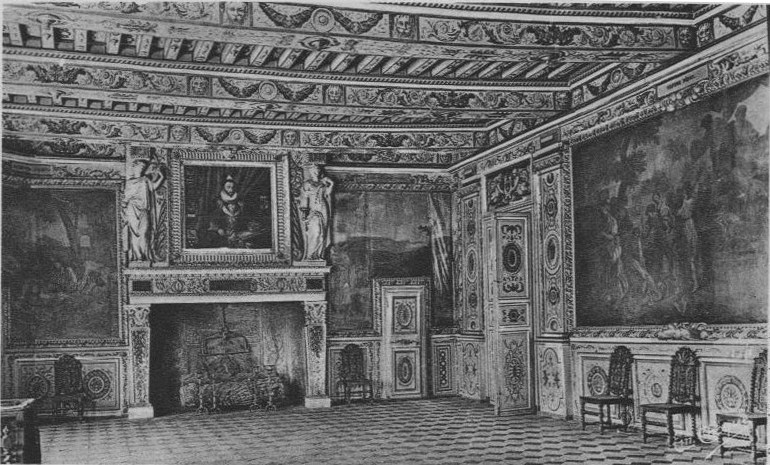
La salle des gardes du château.

La commune est née d'abord d'une fusion-association en 1973 puis fusion simple en 1982 des anciennes communes de Montmort et Lucy.

## Politique et administration

### Rattachements administratifs et électoraux

#### Rattachements administratifs
La commune se trouve  dans l'arrondissement d'Épernay du département de la Marne (département).
Elle était depuis 1793 le chef-lieu du canton de Montmort-Lucy. Dans le cadre du redécoupage cantonal de 2014 en France, cette circonscription administrative territoriale a disparu, et le canton n'est plus qu'une circonscription électorale.

#### Rattachements électoraux
Pour les élections départementales, la commune fait partie depuis 2014 du canton de Dormans-Paysages de Champagne
Pour l'élection des députés, elle fait partie de la troisième circonscription de la Marne.

### Intercommunalité
Montmort-Lucy était membre de la communauté de communes de la Brie des Étangs, un établissement public de coopération intercommunale (EPCI) à fiscalité propre créé en 2003 et auquel la commune avait transféré un certain nombre de ses compétences, dans les conditions déterminées par le code général des collectivités territoriales.
Dans le cadre des dispositions de la loi portant nouvelle organisation territoriale de la République du 7 août 2015, qui prévoit que les établissements publics de coopération intercommunale (EPCI) à fiscalité propre doivent avoir un minimum de 15 000 habitants, cette intercommunalité a fusionné avec ses voisines pour former, le 1er janvier 2017, la communauté de communes des Paysages de la Champagne dont est désormais membre la commune.

### Liste des maires
| Période                                  | Période                       | Identité                                   | Étiquette  | Qualité                                                                                                |
| ---------------------------------------- | ----------------------------- | ------------------------------------------ | ---------- | --- |
| Les données manquantes sont à compléter. |                               |                                            |            | |
| Fin=                                     |                               | Marquis Charles de Bouthillier de Chavigny | Droite     | Conseiller général de Montmort-Lucy (1867 → 1871)                                                      |
| Les données manquantes sont à compléter. |                               |                                            |            | |
|                                          |                               | François Crombez de Montmort               | MRP-RI-RPR | Conseiller général de Montmort-Lucy (1955 → 1979)                                                      |
| avant 1981                               |                               | Alain Petit                                | DVG        | |
| avant 1995                               |                               | André Viellard                             |            | |
| 2001                                     | 2014                          | Michel Buffry                              |            | |
| 2014                                     | En cours (au 10 janvier 2021) | Alain Friquot                              |            | Retraité Vice-président de la CC des Paysages de la Champagne (2017 → ) Réélu pour le mandat 2020-2026 |

## Équipements et services publics

### Eau et assainissement
L'approvisionnement en eau potable et l'assainissement des eaux usées sont des compétences de la communauté de communes des Paysages de la Champagne.
La commune de Montmort-Lucy est alimentée en eau potable par le captage de la Source du Gros Moulin, situé sur son territoire, et par deux captages situés sur le territoire de Congy. La production et la distribution d'eau potable font l'objet d'une délégation de service public confiée à Suez jusqu'en 2029.
Montmort-Lucy accueille deux stations d'épuration à lagunage naturel : celle de Montmort, d'une capacité de 500 équivalent-habitants, et celle de Lucy, d'une capacité de 150 équivalent-habitants. L'assainissement collectif y est assuré en régie par la communauté de communes.

### Gestion des déchets
La communauté de communes est également compétente en matière de déchets. La collecte des ordures ménagères résiduelles et des déchets recyclables est réalisée en porte à porte. La communauté de commune adhérant au syndicat de valorisation des ordures ménagères de la Marne (SYVALOM), ces déchets sont amenés au centre de transfert départemental de Pierry puis valorisés sur le site de La Veuve. La collecte du verre et des textiles se fait en apport volontaire.
Montmort-Lucy accueille l'une des six déchèteries mises à disposition des habitants de la communauté de communes et accessibles après création d'une carte d'accès. Les autres déchèteries sont situées à Châtillon-sur-Marne, Damery-Venteuil, Fèrebrianges, Mareuil-le-Port et Trélou-sur-Marne.

### Enseignement
Montmort-Lucy fait partie de l'académie de Reims.
La commune dispose d'une école maternelle de 49 élèves et d'une école élémentaire 90 élèves, installées rue de la Libération. Les écoles de Montmort-Lucy accueillent également les enfants de Baye, Champaubert, Corribert, La Caure et La Chapelle-sous-Orbais.
Montmort-Lucy compte également un collège, nommé en l'honneur de Lucie Aubrac. Il est rattaché au lycée La Fontaine du Vé de Sézanne.

### Postes et télécommunications
La commune dispose d'une agence postale communale, installée rue de la Libération. Quatre boîtes aux lettres de La Poste se trouvent par ailleurs sur son territoire : rue de la Libération et rue de la Maladrerie à Montmort ainsi que dans les lieux-dits La Chaude Rue et Les Rouleaux.

### Justice, sécurité et secours
Du point de vue judiciaire, Montmort-Lucy relève du conseil de prud'hommes d'Épernay, du tribunal de commerce de Reims, du tribunal judiciaire, du tribunal paritaire des baux ruraux et du tribunal pour enfants de Châlons-en-Champagne, dans le ressort de la cour d'appel de Reims. Pour le contentieux administratif, la commune dépend du tribunal administratif de Châlons-en-Champagne et de la cour administrative d'appel de Nancy.
Montmort-Lucy est située en secteur Gendarmerie nationale et dépend de la brigade d'Étoges.
En matière d'incendie et de secours, la commune accueille un centre d'incendie et de secours, dépendant du Service départemental d'incendie et de secours (SDIS) de la Marne.

## Population et société

### Démographie
L'évolution du nombre d'habitants est connue à travers les recensements de la population effectués dans la commune depuis 1793. Pour les communes de moins de 10 000 habitants, une enquête de recensement portant sur toute la population est réalisée tous les cinq ans, les populations de référence des années intermédiaires étant quant à elles estimées par interpolation ou extrapolation. Pour la commune, le premier recensement exhaustif entrant dans le cadre du nouveau dispositif a été réalisé en 2006.

En 2022, la commune comptait 650 habitants, en évolution de +7,79 % par rapport à 2016 (Marne : −1,19 %, France hors Mayotte : +2,11 %).
| 1793 | 1800 | 1806 | 1821 | 1831 | 1836 | 1841 | 1846 | 1851 |
| ---- | ---- | ---- | ---- | ---- | ---- | ---- | ---- | ---- |
| 550  | 613  | 544  | 572  | 609  | 771  | 807  | 803  | 812  |

| 1856 | 1861 | 1866 | 1872 | 1876 | 1881 | 1886 | 1891 | 1896 |
| ---- | ---- | ---- | ---- | ---- | ---- | ---- | ---- | ---- |
| 806  | 802  | 794  | 770  | 680  | 738  | 759  | 666  | 656  |

| 1901 | 1906 | 1911 | 1921 | 1926 | 1931 | 1936 | 1946 | 1954 |
| ---- | ---- | ---- | ---- | ---- | ---- | ---- | ---- | ---- |
| 648  | 622  | 555  | 605  | 570  | 570  | 549  | 587  | 470  |

| 1962 | 1968 | 1975 | 1982 | 1990 | 1999 | 2006 | 2011 | 2016 |
| ---- | ---- | ---- | ---- | ---- | ---- | ---- | ---- | ---- |
| 434  | 437  | 460  | 497  | 583  | 589  | 597  | 589  | 603  |

| 2021 | 2022 | - | - | - | - | - | - | - |
| ---- | ---- | - | - | - | - | - | - | - |
| 637  | 650  | - | - | - | - | - | - | - |

### Cultes
Pour le culte catholique, Montmort-Lucy est le siège de la paroisse Saint-Alpin - Le Surmelin, au sein du diocèse de Châlons-en-Champagne.

### Médias
La presse écrite régionale comprend le quotidien L'Union et l'hebdomadaire L'Hebdo du vendredi.
Parmi les stations de radio locales, il est possible de citer Ici Champagne-Ardenne et Champagne FM.

## Culture locale et patrimoine

### Lieux et monuments
Sur le territoire de la commune, présence de vestiges du Néolithique : menhirs, dolmens, grottes.
On peut également noter : 
- Le château de Montmort du XVIe siècle[45].
Il accueille le Musée de la Résistance dans l'arrondissement d'Épernay[46]
- L'église Saint-Pierre-Saint-Paul de Montmort date du milieu du XVIe siècle, ses vitraux du XVIe siècle et sa chaire du XVIIIe siècle, provenant de Tournai.
- L'église Sainte-Colombe de Lucy, du XIIe siècle et remaniée aux XVIe et XVIIe siècles, faisant l'objet d'une protection au titre des Monuments Historiques[47].
- Le prieuré Notre-Dame de Montmort.
- La Charmoye est une ancienne abbaye cistercienne fondée en 1167 par le comte de Champagne Henri Ier le Libéral, qui y installe des moines venus de l'abbaye de Vauclair. Le bâtiment actuel date des années 1750[48].
- Randonnée sur le tracé de l'ancienne ligne du CBR[49]

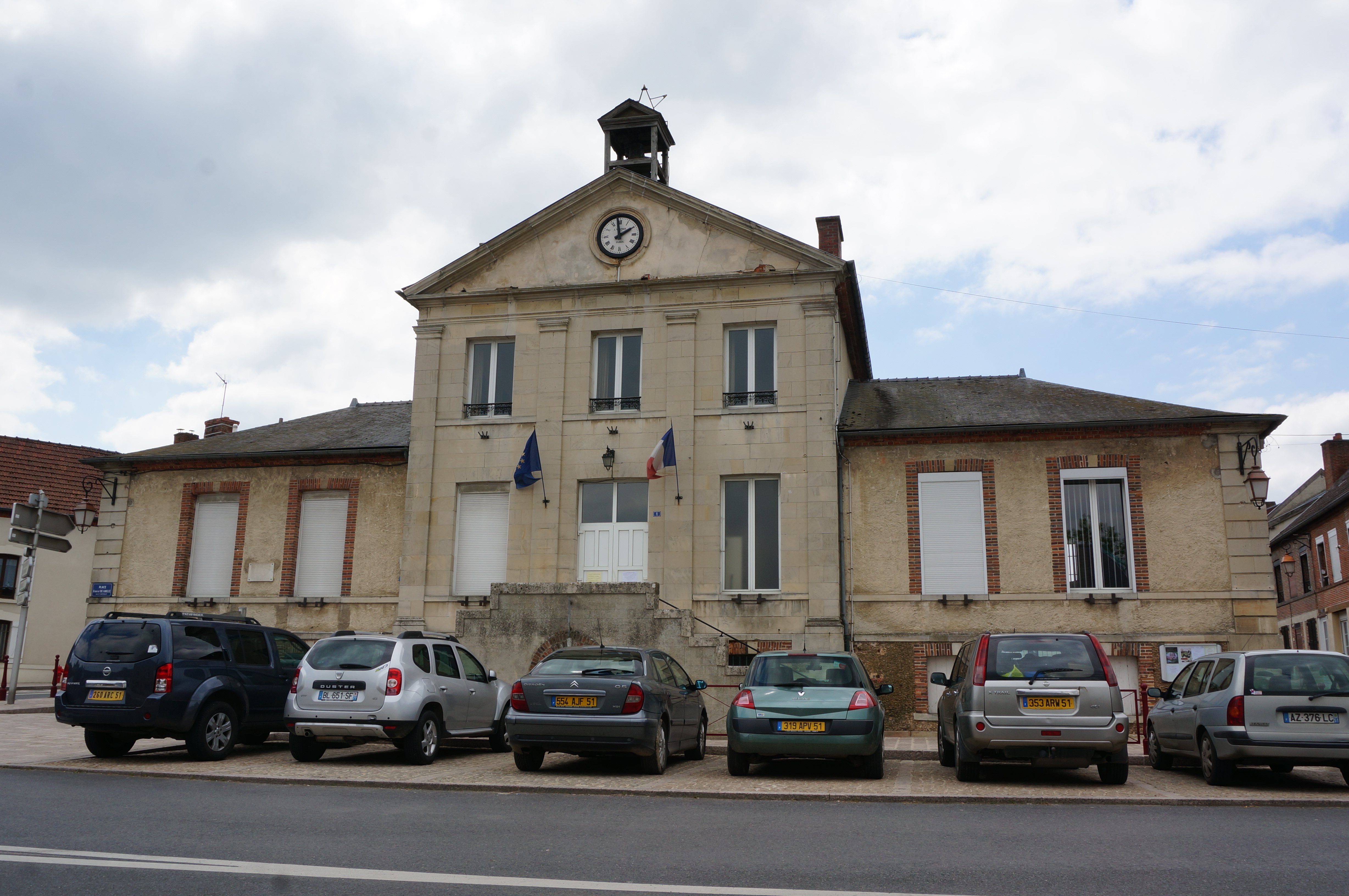
La Mairie.
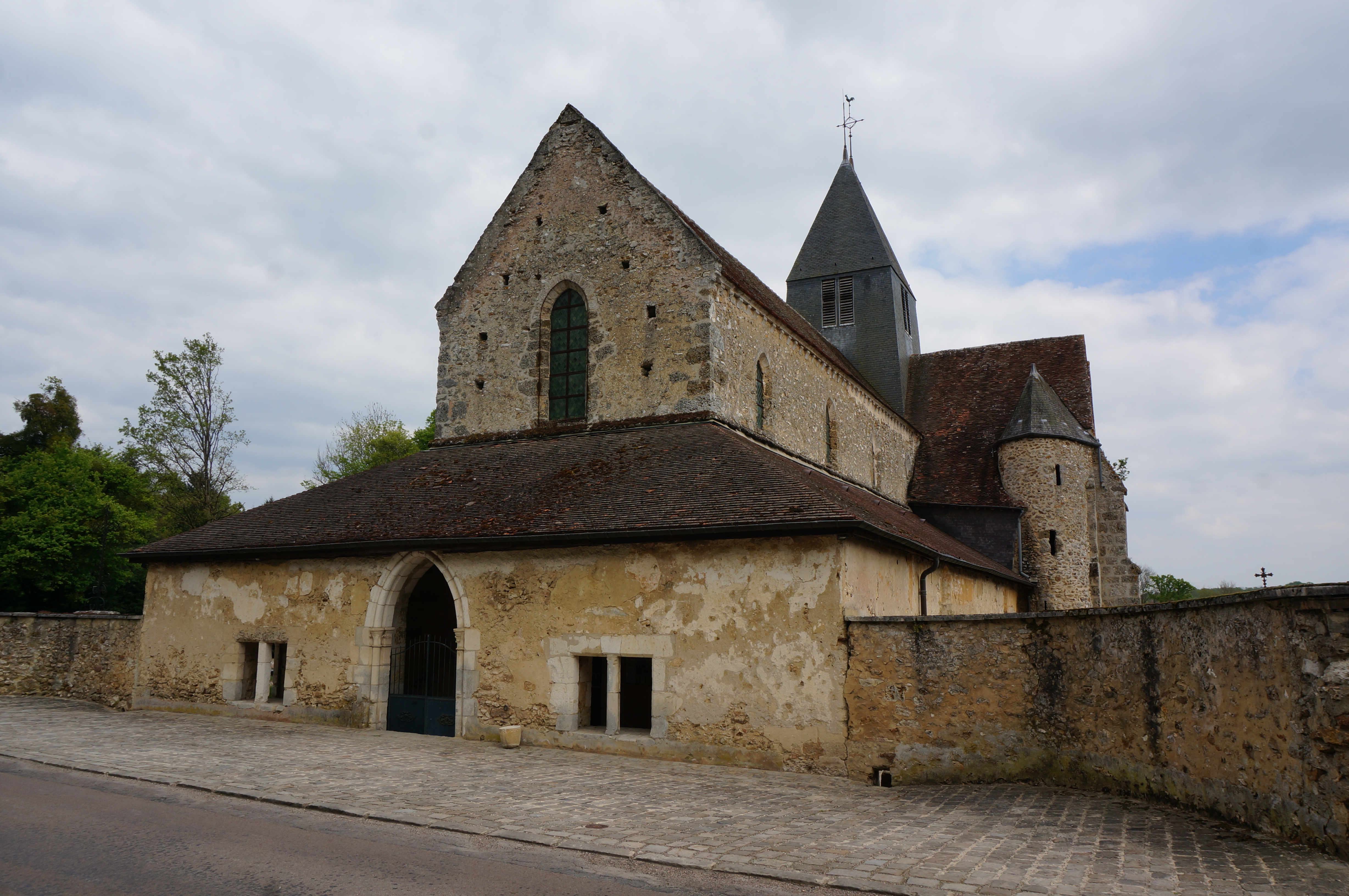
L'église Saint-Pierre-Saint-Paul de Montmort.
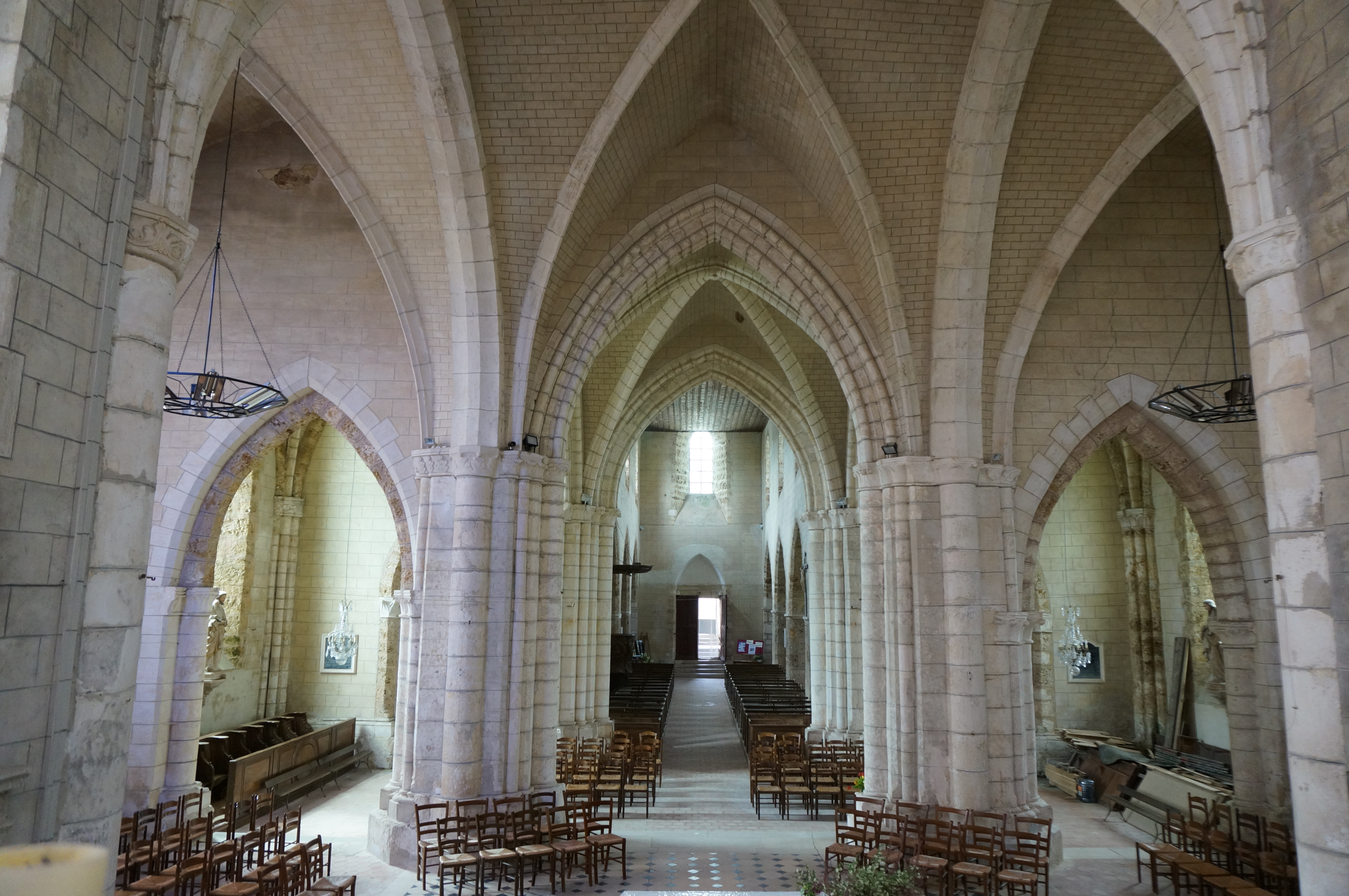
Nef de l'église
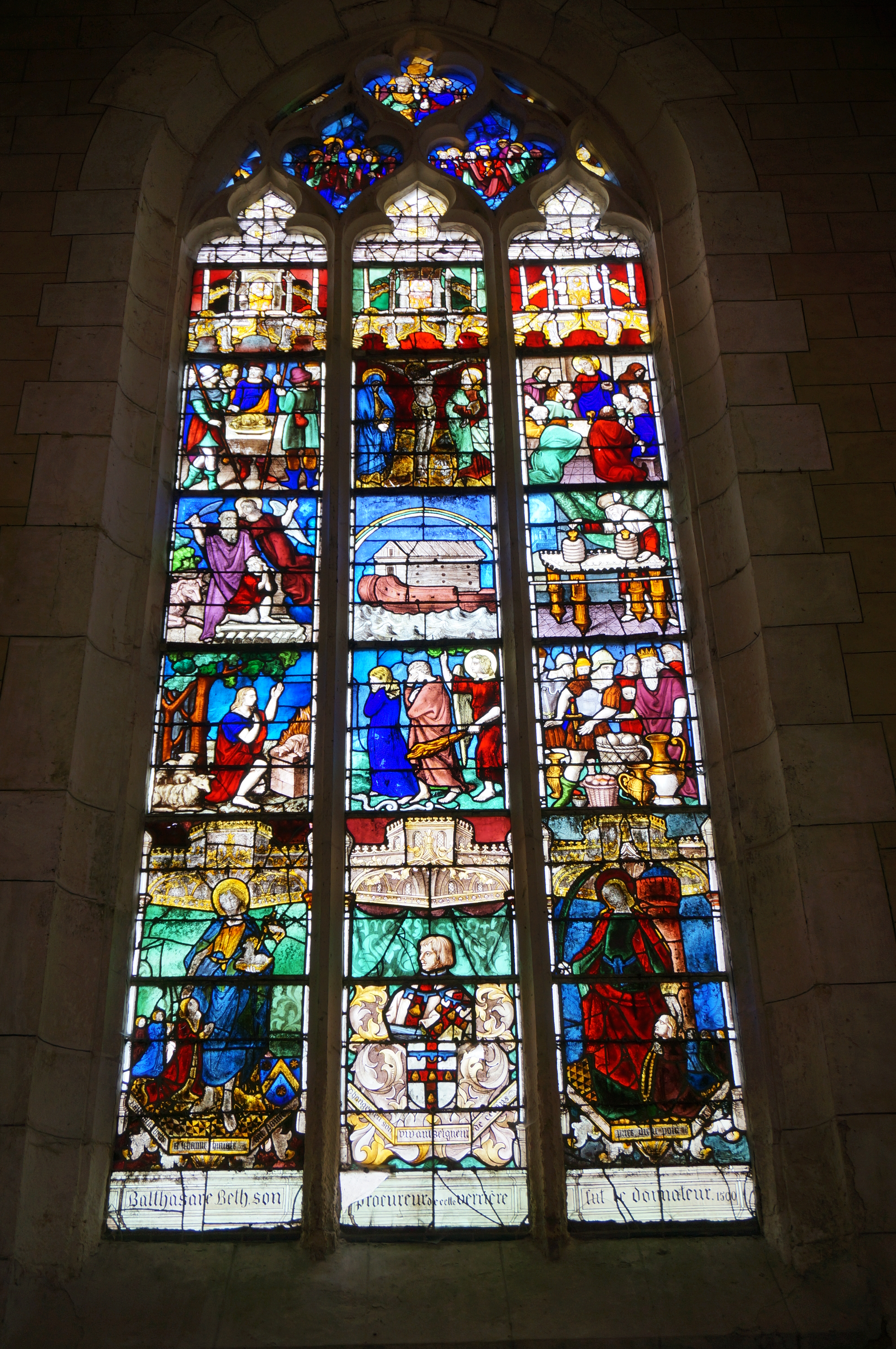
Vitrail de la Vie de la Vierge par Louis Hangest
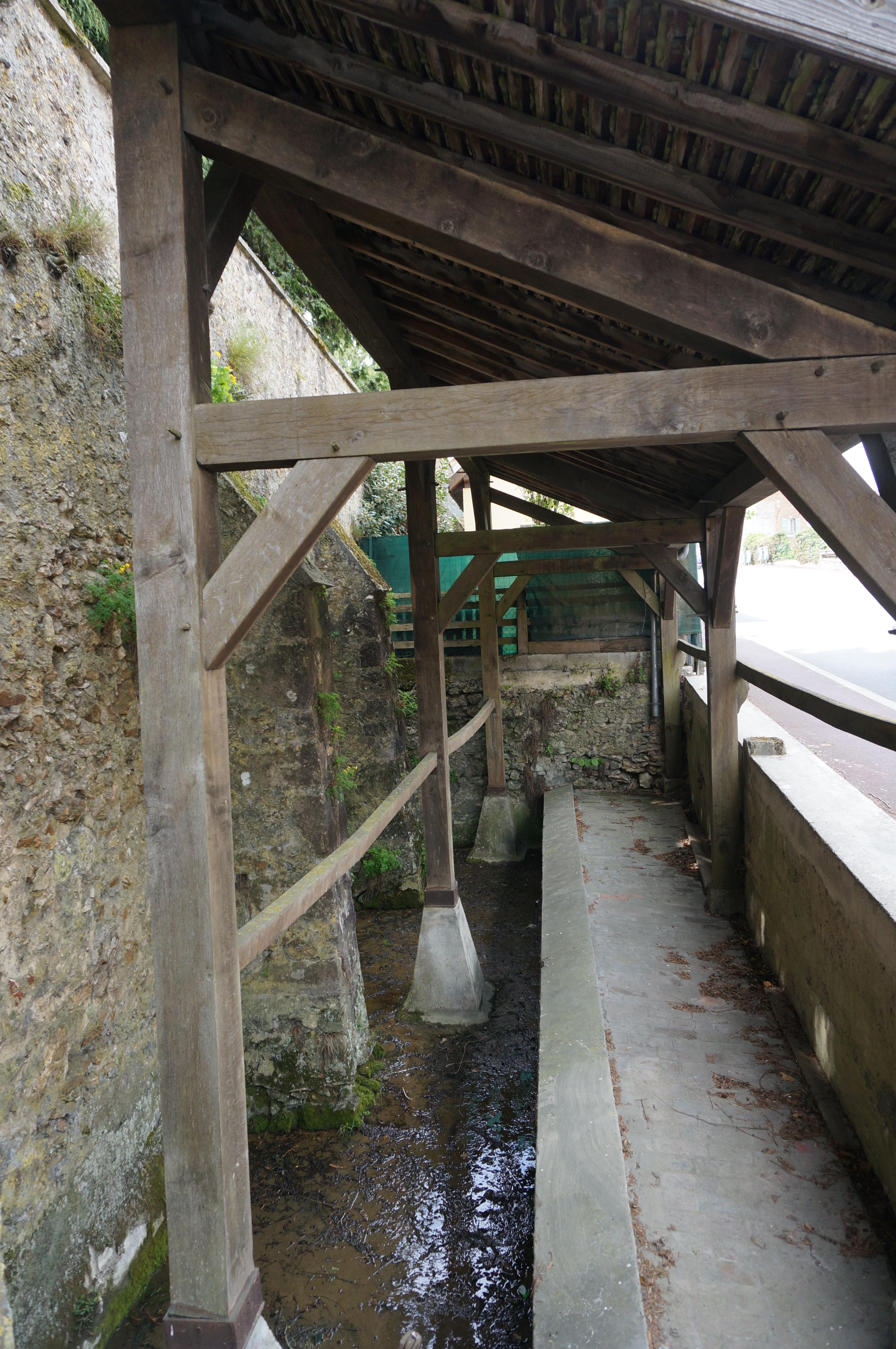
Lavoir.
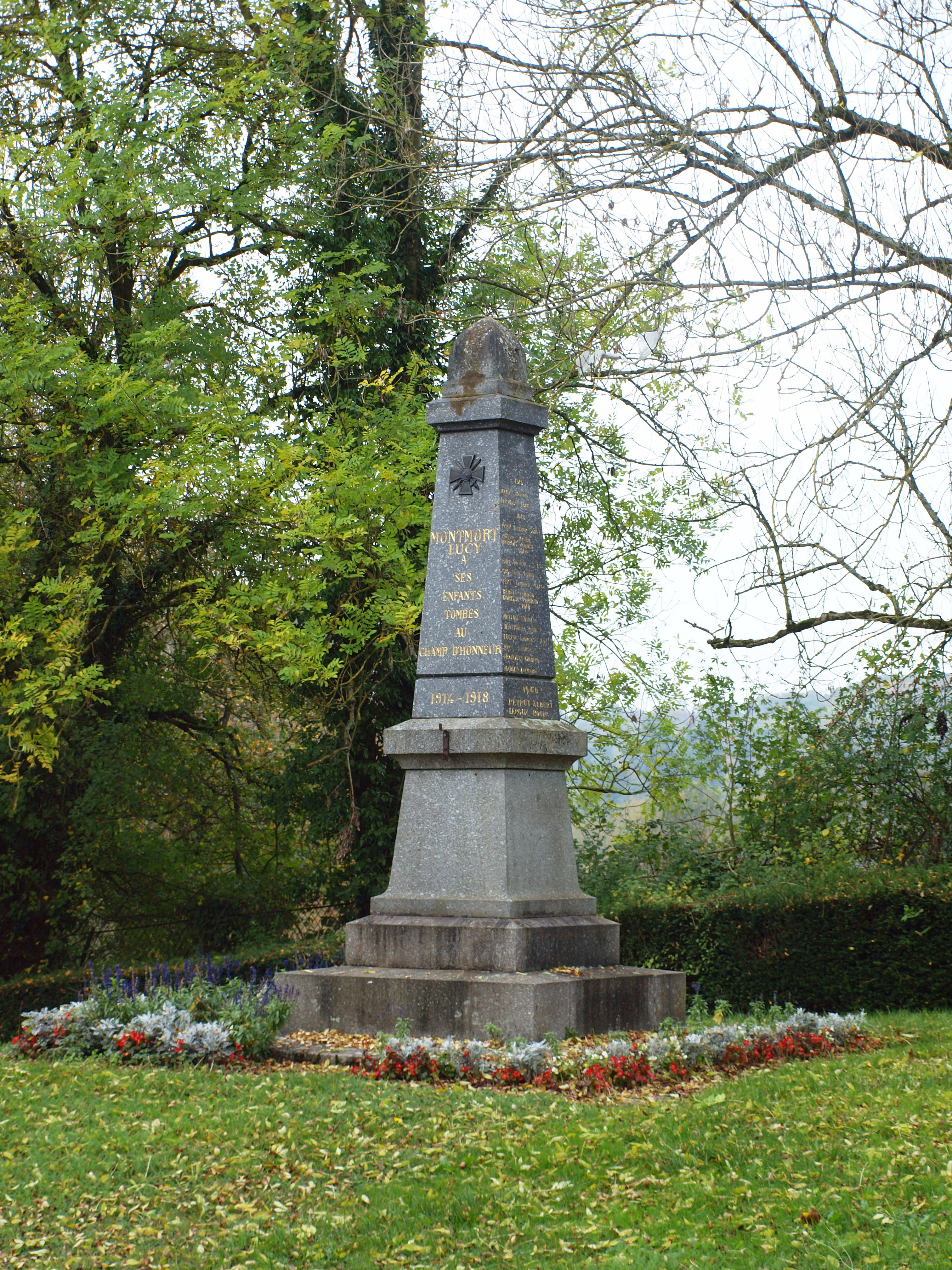
Monument aux morts sur le rond-point.

### Personnalités liées à la commune
- Le général Alfred Armand Robert Saint-Chamans, décédé au château de la Charmoye.
- Le maréchal Foch qui eut son quartier général au château de Montmort pendant la bataille de la Marne de septembre 1914.
- Le grand cuisinier Modeste Magny né dans la commune.

### Héraldique
| Blason de Montmort-Lucy | Blason  | Tranché ondé : au 1er d'azur à la colombe d'argent tenant en son bec un rameau d'olivier d'or, au 2e d'or à l'épée de gueules et à la clef du même passées en sautoir ; sur le tout, d'argent à la croix de gueules chargée de cinq coquilles d'or, cantonnée au 1er de la lettre M capitale ronde de sable et au 4e de la lettre L du même. |
| Blason de Montmort-Lucy | Détails | Le statut officiel du blason reste à déterminer. |

### Expression
« Encore un qui n'ira pas à Montmort ! »

— Se dit d'un homme qui se laisse conduire par sa femme ou qui n'est pas le maître dans sa maison (allusion à un conte populaire).